# Praia do Morro das Pedras

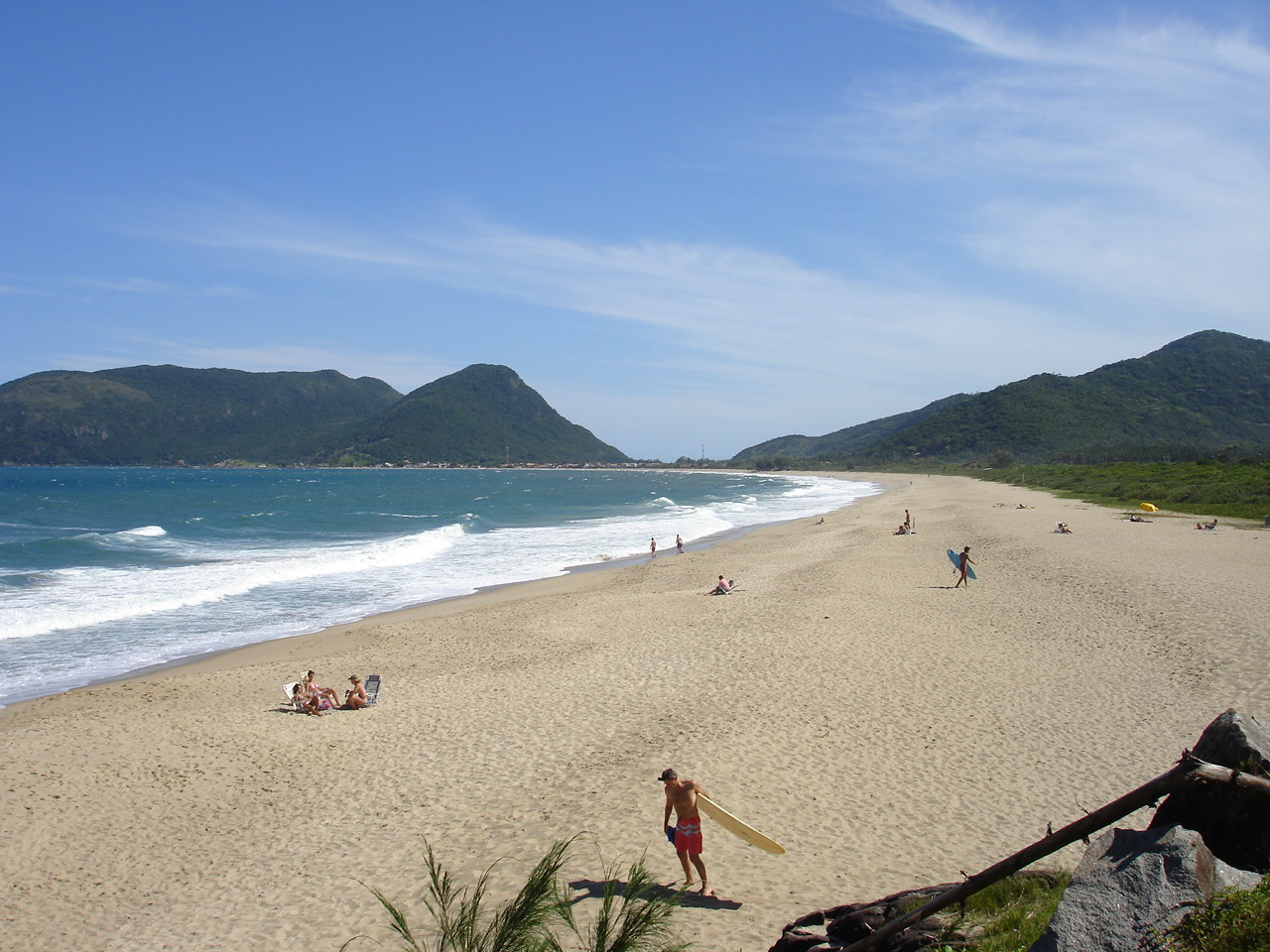
Vue de la partie sud de la plage du Morro da Pedras, avec le morro da Armação au fond.

Praia do Morro das Pedras est une plage de la municipalité de Florianópolis, au Brésil. Elle se situe à l'est de l'île de Santa Catarina, dans le district de Campeche, au pied de la colline du morro das Pedras. 
Elle se trouve entre les plages de Campeche et d'Armação do Pântano do Sul. 
La plage est séparée en deux parties, nord et sud, par un passage rocheux. La partie nord de la plage est voisine de la localité homonyme, Morro das Pedras.